# فرد ملتستا
فرد ملتستا (بالإنجليزية: Fred Malatesta)‏ هو ممثل أمريكي، ولد في 18 أبريل 1889 في إيطاليا، وتوفي في 8 أبريل 1952 ببربانك في الولايات المتحدة.

## أعمال

### أفلام
- (1924) الجنة المحرمة
- (1932) وداعا للسلاح
- (1934) الرجل النحيف
- (1936) الأزمنة الحديثة
- (1939) علاقة حب
- (1940) علامة زورو
- (1941) دماء ورمال

## وصلات خارجية
- فرد ملتستا على موقع IMDb (الإنجليزية)
- فرد ملتستا على موقع ألو سيني (الفرنسية)
- فرد ملتستا على موقع أول موفي (الإنجليزية)
- فرد ملتستا على موقع قاعدة بيانات الأفلام السويدية (السويدية)
- فرد ملتستا على موقع قاعدة بيانات الفيلم (الإنجليزية)
- فرد ملتستا على موقع كينوبويسك (الروسية)